# David Novotný
David Novotný (* 12. června 1969 Brandýs nad Labem) je český herec a dabér.

## Život
Po absolutoriu studia herectví na Pražské konzervatoři byl ve svém prvním angažmá v Jihočeském divadle v Českých Budějovicích. V letech 1998 až 2016 byl členem souboru Dejvického divadla.

## Divadelní role

### Dejvické divadlo
- 1998 Noel – Howard Barker: Pazour
- 1999 Pan Tobiáš Říhal – William Shakespeare: Večer tříkrálový aneb Cokoli chcete
- 1999 Strejda Boris, Buldok – Alex Byrne: Můj život se psy
- od roku 1999 Mark – Robert Patrick: Kennedyho děti
- od roku 1999 Bublina – Edgar Allan Poe: Utišující metoda
- 1999 Osip – Nikolaj Vasiljevič Gogol: Revizor
- 1999 Amos Fjodorovič Ljapkin-Ťapkin, okresní soudce – Nikolaj Vasiljevič Gogol: Revizor
- 1999 Pašerák, Velitel města – Gabriel García Márquez: Neuvěřitelný a tklivý příběh o bezelstné Eréndiře a její ukrutné babičce
- 2000 Dmitrij – Fjodor Michajlovič Dostojevskij, Evald Schorm: Bratři Karamazovi
- 2000 Truscott – Lup
- 2000 Michej Andrejič Tarantěv – Ivan Alexandrovič Gončarov: Oblomov
- 2001 Táta – O zakletém hadovi
- 2002 Nikolaj Tuzenbach – Anton Pavlovič Čechov: Tři sestry
- 2003 Frank – Melissa James Gibsonová: [sic]
- 2003 Papageno – Wolfgang Amadeus Mozart: Kouzelná flétna
- 2004 SEKEC MAZEC
- 2004 Neal – Karel František Tománek: KFT/sendviče reality®
- 2005 Hans Goldberg – Petr Zelenka: Teremin
- 2007 Mejdlo – Zoltán Egressy: Šťovík, pečené brambory
- 2007 Policajt – Doyle Doubt: Černá díra
- 2007 Alexandre Dumas: Královna Margot
- 2008 Konferenciér, Mlékař, Cesťák, Policista, Domkář, Paní Jordanová, Soudce, Ms Quarrie, Padouch, Pan McGarrigle, Profesor Jordan – John Buchan, Alfred Hitchcock: 39 stupňů
- 2008 David – Viliam Klimáček: Dračí doupě
- 2010 Muž bez minulosti – Aki Kaurismäki: Muž bez minulosti – Cena Alfréda Radoka za mužský herecký výkon roku 2010
- 2010 Stephen – Patrick Marber: Dealer's Choice
- 2011 Welzl – Karel František Tománek: Wanted Welzl
- 2012 Medvěd – Miroslav Krobot: Brian
- 2013 Jevgenij Dorn – Anton Pavlovič Čechov: Racek
- 2014 Franz Kafka – Karel František Tománek: KAFKA '24, režie: Jan Mikulášek
- 2014 Karel František Tománek: Kakadu
- 2015 Leontes – William Shakespeare: Zimní pohádka[1]

## Filmografie
- 1985	Třetí patro (TV seriál)
- 1986	Hry pro mírně pokročilé
- 1987	Zírej, holube! (TV film)
- 1998	Revizor (záznam divadelní hry)
- 1993 Arabela se vrací aneb Rumburak králem Říše pohádek (TV Seriál)
- 1999	Dívka na telefonu
- 1999	Kašpárkovy rolničky (TV film)
- 2001	Oblomov (záznam divadelní hry)
- 2001	Tmavomodrý svět
- 2002	Kožené slunce (TV film)
- 2003	Cesta byla suchá, místy mokrá (TV film)
- 2003	Jedna ruka netleská
- 2004	Non Plus Ultras
- 2006	Pravidla lži
- 2006	Škola Na Výsluní (TV seriál)
- 2007	O rodičích a dětech
- 2007	Šťovík, pečené brambory (divadlo)
- 2008	Děti noci
- 2008	Karamazovi
- 2008	Ocas ještěrky
- 2009	Muži v říji
- 2009	Okresní přebor (TV seriál)
- 2009	Přešlapy (TV seriál)
- 2012	Okresní přebor – Poslední zápas Pepika Hnátka
- 2013	České století (TV seriál)
- 2013	Křídla Vánoc
- 2014	Hodinový manžel
- 2014	Díra u Hanušovic
- 2014	Čtvrtá hvězda (TV seriál)
- 2015 Rudyho má každý rád
- 2015 Jan Hus
- 2016	Kosmo (TV seriál)
- 2016	Lída Baarová
- 2016	Modré stíny (TV minisérie)
- 2016 Manžel na hodinu
- 2016 Krycí jméno Holec
- 2016 Lichožrouti
- 2016 Řachanda
- 2017	Kapitán Exner (TV seriál)
- 2017	Bohéma (TV seriál)
- 2017 Zahradnictví: Rodinný přítel
- 2017 Zahradnictví: Dezertér
- 2017 Zahradnictví: Nápadník
- 2018 Štafl (TV seriál)
- 2018	Rédl (TV minisérie)
- 2018 Hastrman
- 2018 Miss Hanoi
- 2019 Zkáza Dejvického divadla (TV seriál)
- 2019 Vlastníci
- 2019 Za oponou noci
- 2020 Štěstí je krásná věc
- 2020 Fagus
- 2020 Případ mrtvého nebožtíka
- 2021 Kukačky (TV seriál)
- 2022 Špunti na cestě (TV seriál)
- 2023 Klíč svatého Petra (TV film, štědrovečerní pohádka)
- 2023 Místo zločinu České Budějovice (TV seriál)
- 2025 Krtkův svět

## Audioknihy
- 2016 Já jsem Zlatan Ibrahimović vydala Audiotéka
- 2017 Jak prohrát maraton vydala Audiotéka
- 2017 Na útěku – neuvěřitelný příběh Josefa Brykse vydala Audiotéka
- 2022 Mechanický pomeranč - Parta frendíků páchá brutální násilí v uhrančivé dystopii. Vydavatelství Tympanum

## Rozhlasové role
- 2001 Joseph Sheridan Le Fanu: Ten, který tě nespouští z očí. Přeložil a zdramatizoval Josef Hlavnička, hudba Petr Mandel, dramaturgie Jana Weberová, režie Hana Kofránková. Osoby a obsazení: Patrick O'Grady (Otakar Brousek), kapitán James Barton (Ladislav Frej), Patrik, právník, potomek O'Gradyho (Ivan Trojan), Generál Montague (Josef Somr), Macklin (Stanislav Fišer), Doktor Richards (Miloš Hlavica), George Norcott (Jiří Ornest), neznámý (Stanislav Oubram), Hawkins (David Novotný), Fiakrista (Steva Maršálek), hlas (Richard Honzovič) a Lady Rochdaleová (Věra Kubánková).[2]
- 2006 George Tabori: Matčina Kuráž, Český rozhlas, překlad: Petr Štědroň, hudba: Marko Ivanovič, dramaturgie: Martin Velíšek, režie Aleš Vrzák. Osoby a obsazení: syn (Jiří Ornest), matka (Květa Fialová), Kelemen (Jiří Lábus), Usoplenec (David Novotný), německý důstojník (Jaromír Dulava), 1. policista (Stanislav Zindulka), 2. policista (Antonín Molčík), strýc Julius (Miloš Hlavica), Marta (Růžena Merunková), milenec + hlas (Vojtěch Hájek), milenec + hlas (Michal Zelenka), hlasy (Petra Jungmanová, Zdeněk Hess a Otmar Brancuzský), žena domovníka + hlas (Bohumila Dolejšová) a modlení + zpěv (Michael Dushinsky). Hra byla vybrána do užšího výběru v soutěži Prix Bohemia Radio 2006 v kategorii "Rozhlasová inscenace pro dospělého posluchače".[3]
- 2016 William Shakespeare: Sen noci svatojánské, Český rozhlas, překlad: Martin Hilský, rozhlasová adaptace: Klára Novotná, režie: Martina Schlegelová, dramaturgie: Renata Venclová, zvukový design a hudba: Jakub Rataj, produkce: Radka Tučková a Eva Vovesná. Osoby a obsazení: Karel Dobrý (Oberon), Helena Dvořáková (Titanie), Pavla Beretová (Puk), Viktor Preiss (Hrášek), Josef Somr (Hořčička), Jaroslav Kepka (Pavučinka), Miroslav Krobot (Poříz), David Novotný (Klubko), Martin Myšička (Střízlík), Václav Neužil (Píšťala), Hynek Čermák (Fortel), Klára Suchá (Hermie), Tereza Dočkalová (Helena), Petr Lněnička (Lysandr), Jan Meduna (Demetrius), Kamil Halbich (Theseus), Tereza Bebarová (Hippolyta), Jan Vondráček (Egeus) a další.[4]
- 2020 – Alois Jirásek: Lucerna (Klásek)[5]

## Ocenění díla
- 2010 Cena Alfréda Radoka – Aki Kaurismäki: Muž bez minulosti

## Charitativní činnosti
Je členem týmu Real TOP Praha, v jehož dresu se zúčastňuje charitativních zápasů a akcí.